# Raul Rodrigues Lima
Raul Rodrigues Lima (Santa Isabel, Lisboa, 12 de fevereiro de 1909 – 24 de março de 1980) foi um arquiteto português.

## Biografia / Obra
Era filho do desenhador Zózimo Rodrigues Lima e de Alice Rodrigues Lima, ambos naturais de Lisboa (ele da freguesia do Socorro e ela da freguesia de São Sebastião da Pedreira).
A obra inicial de Raul Rodrigues Lima insere-se no quadro do primeiro modernismo da arquitetura portuguesa, de que é exemplo destacado o Cine-teatro Cinearte, Lisboa. As suas obras posteriores ficaram sobretudo associadas ao estilo de pendor revivalista do Estado Novo, em geral denominado Português Suave.
A 12 de fevereiro de 1936, dia do seu 27.º aniversário, casou civilmente em Lisboa com Adelaide Dubosc dos Santos (São José, Lisboa, 1911 – 3 de dezembro de 1980), doméstica, filha do escultor Francisco dos Santos e da francesa Nadine Dubosc, doméstica, natural de Paris. Foram padrinhos de casamento o arquiteto Porfírio Pardal Monteiro e sua mulher Maria Luísa Kopke Pardal Monteiro.
Especializou-se essencialmente em três áreas funcionais, tendo sido autor de inúmeras obras e projetos de tribunais, ou Palácios de Justiça (Porto, "um portento de neoclassicismo estilizado"; Beja; Bragança; Santarém; Viseu; Vila Real; Portalegre), cinemas e cineteatros (Cinearte e Monumental, Lisboa; Messias, Mealhada; Avenida, Aveiro; Império, Lagos; Micaelense, Ponta Delgada; etc.) e obras prisionais (Alcoentre, etc.).
A 4 de março de 1941, foi agraciado com o grau de Oficial da Ordem Militar de Cristo.
Em 1943 recebeu o Prémio Valmor, pelo projeto do edifício da Av. Sidónio Pais, n.º 6, em Lisboa, juntamente com o arquiteto Fernando Silva.
A 28 de novembro de 1961, foi elevado ao grau de Comendador da Ordem Militar de Cristo.
Morreu a 24 de março de 1980.

## Obras

### Salas de espetáculos
- Cinema Monumental, Lisboa.
- Cine-Teatro Cinearte, Lisboa.
- Cine-Teatro Covilhanense, Covilhã.
- Cine-Teatro Avenida, Aveiro.
- Cinema Império em Lagos.
- Cine-Teatro Messias, Mealhada.
- Teatro Micaelense, Ponta Delgada

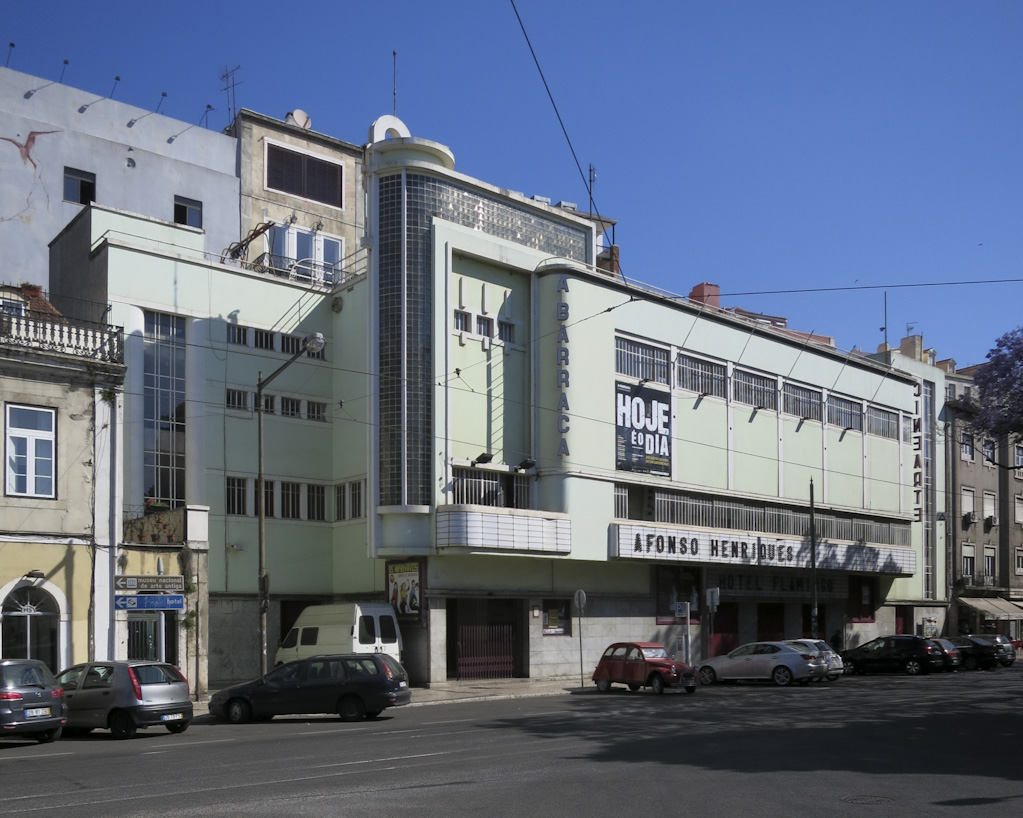
Cinearte, Lisboa
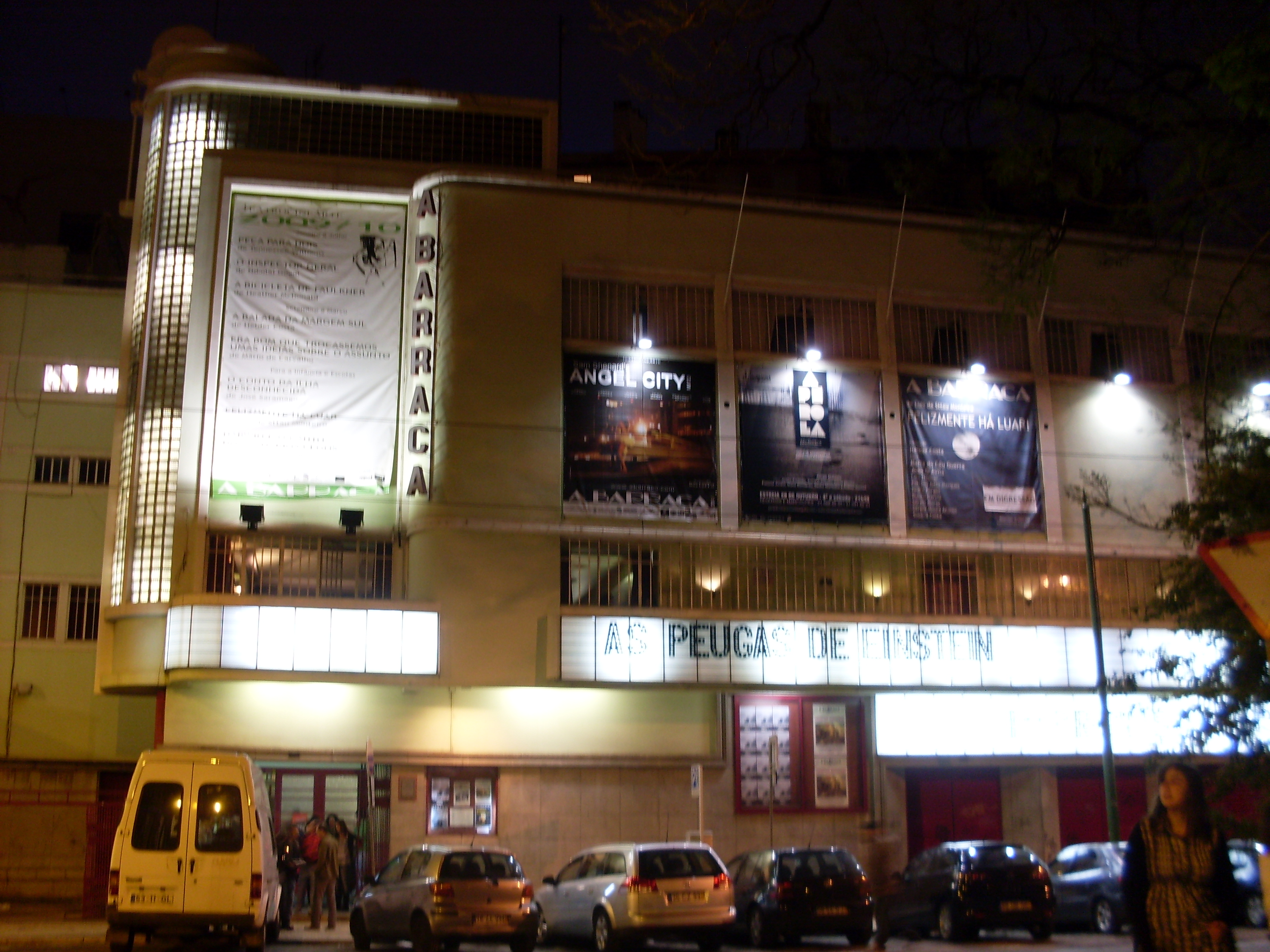
Cinearte, Lisboa
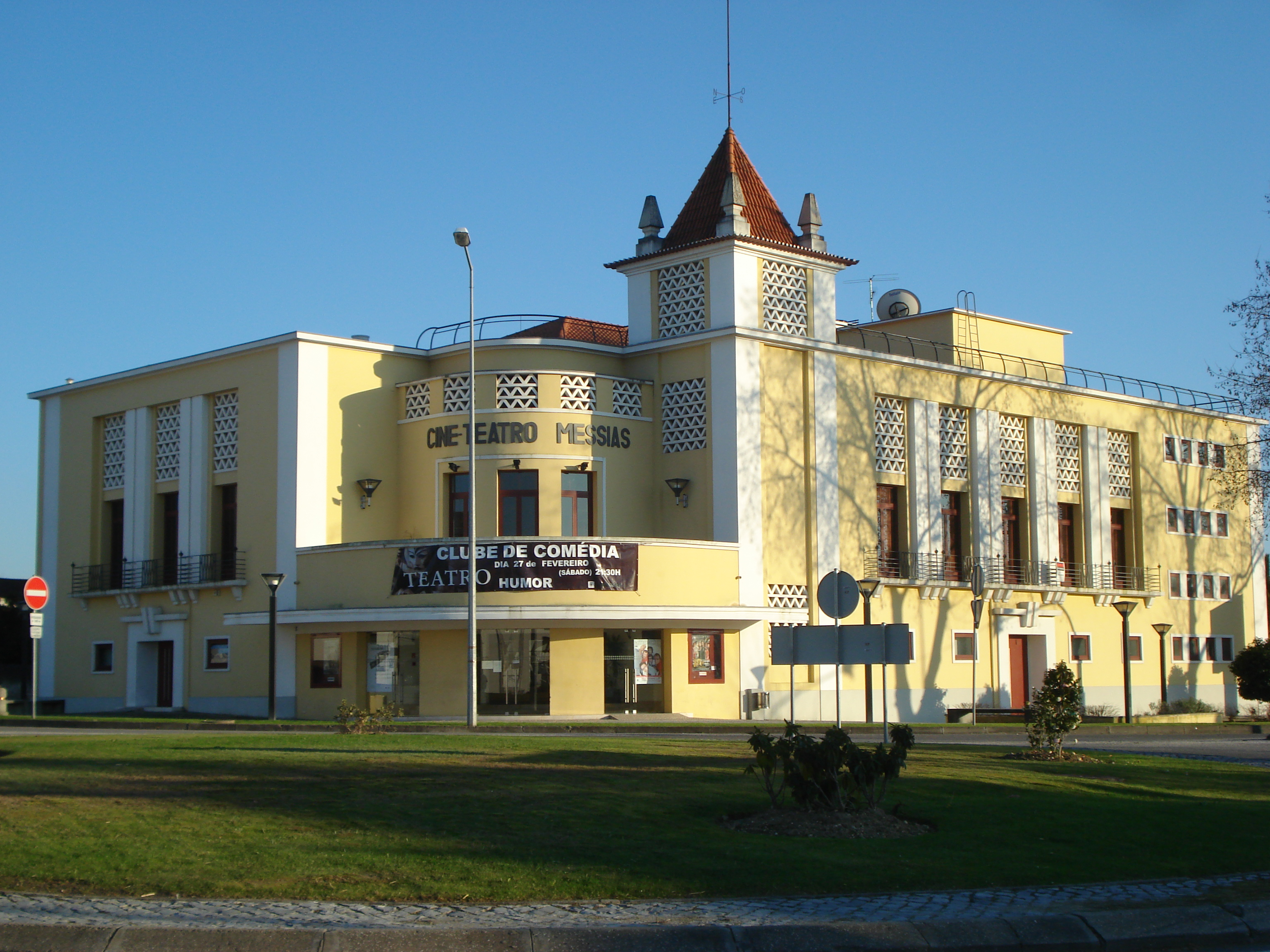
Cine-Teatro Messias
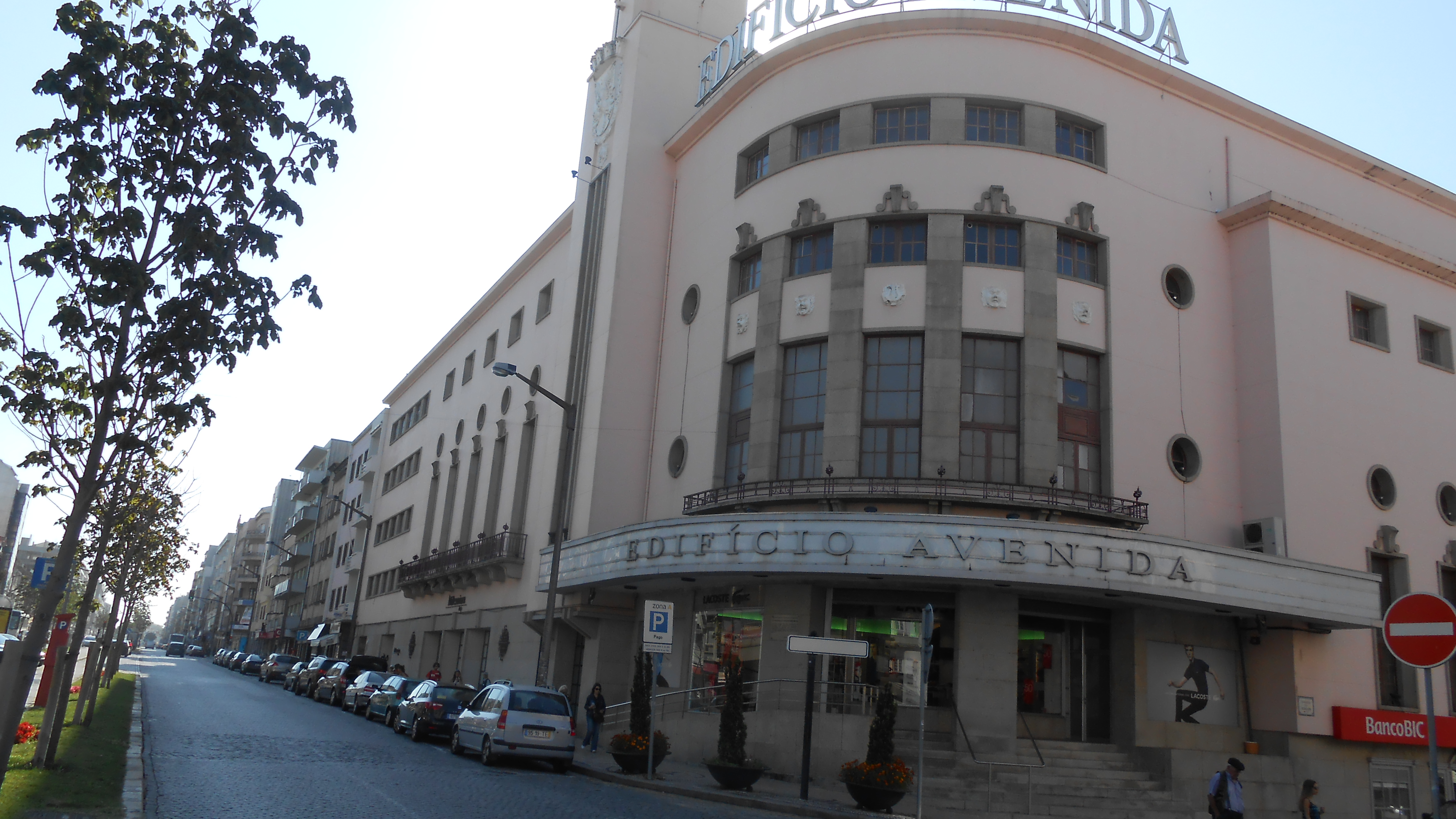
Cine-Teatro Avenida (atual Edifício Avenida), Aveiro

### Tribunais[9]
- Palácio da Justiça do Porto (1961)
- Palácio da Justiça de Aveiro (1962)
- Palácio da Justiça da Póvoa de Varzim (1965)
- Tribunal de Vila Real
- Tribunal de Beja
- Tribunal de Mangualde
- Tribunal da Figueira da Foz

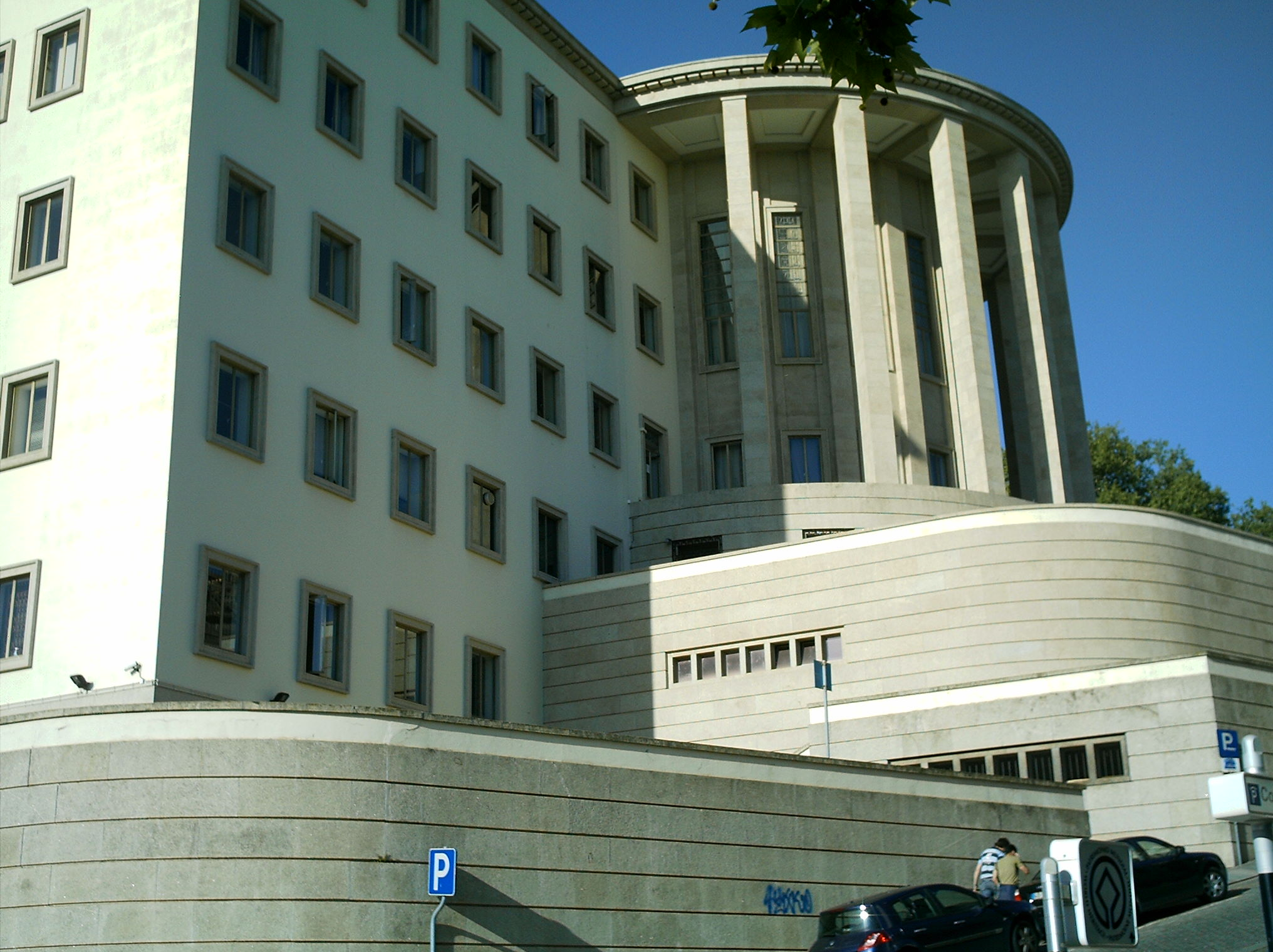
Palácio de Justiça, Porto
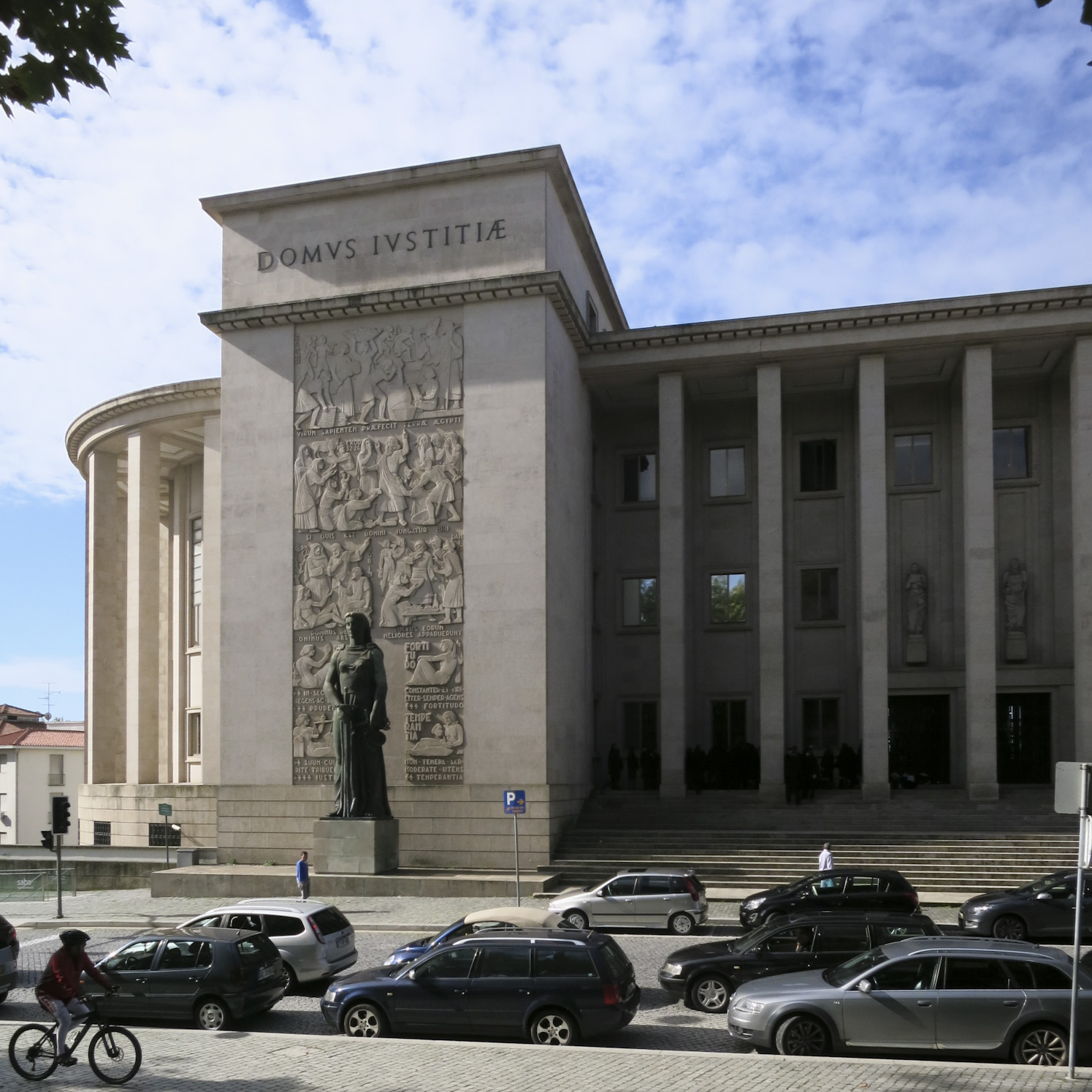
Palácio de Justiça, Porto
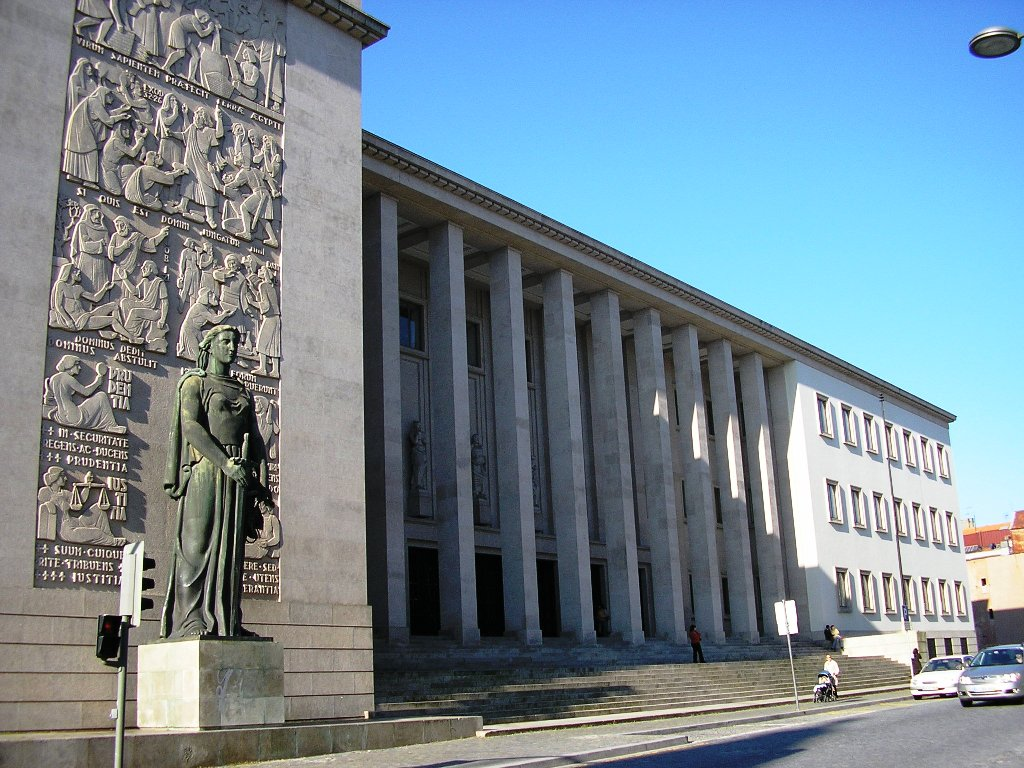
Palácio de Justiça, Porto
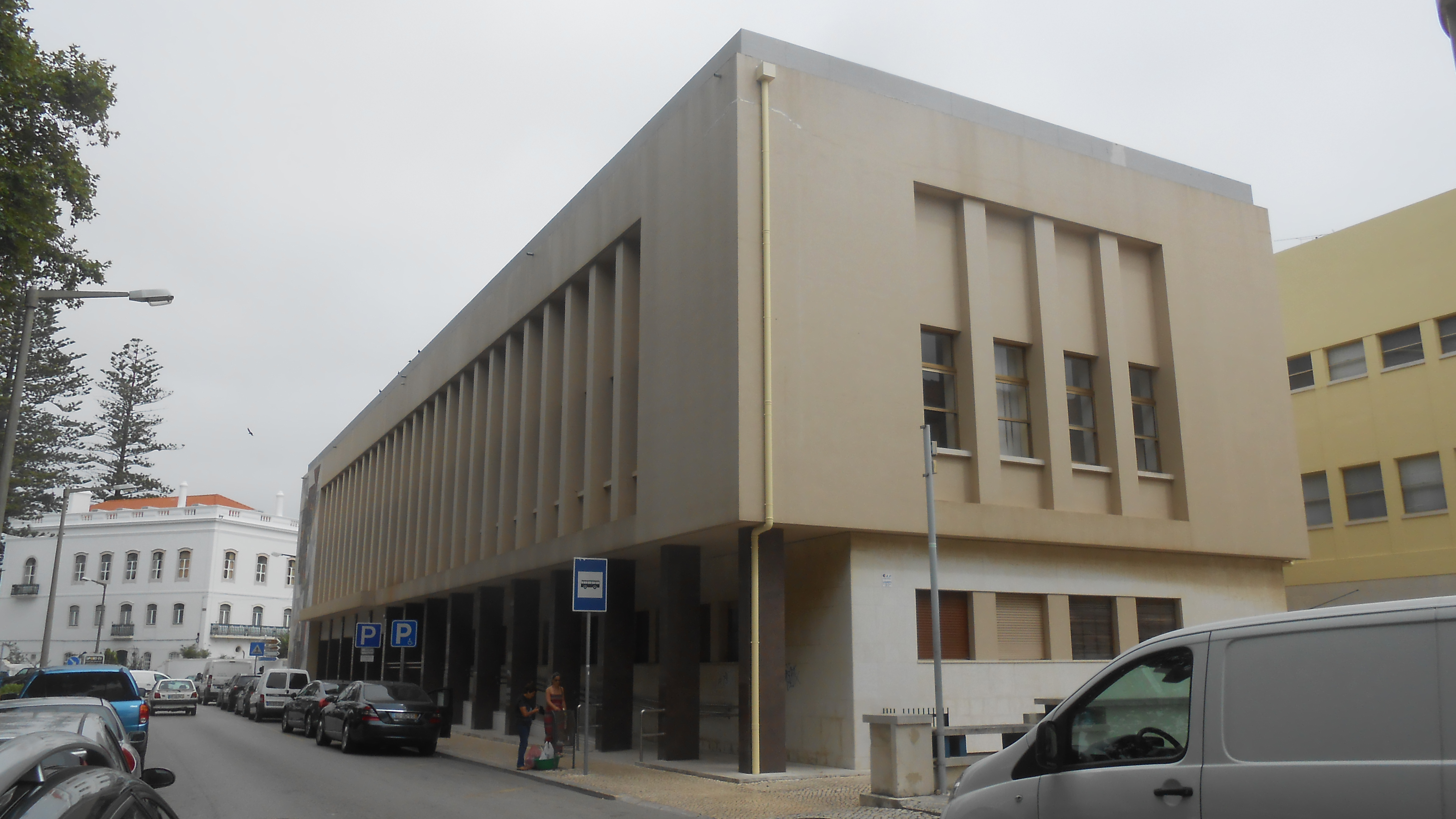
Palácio de Justiça, Fig. da Foz

### Cadeias
- Cadeia de Pinheiro da Cruz.
- Cadeia de Alcoentre.
- Cadeia de Vila da Feira.
- Cadeia de Caxias.
- Cadeia de Soure.

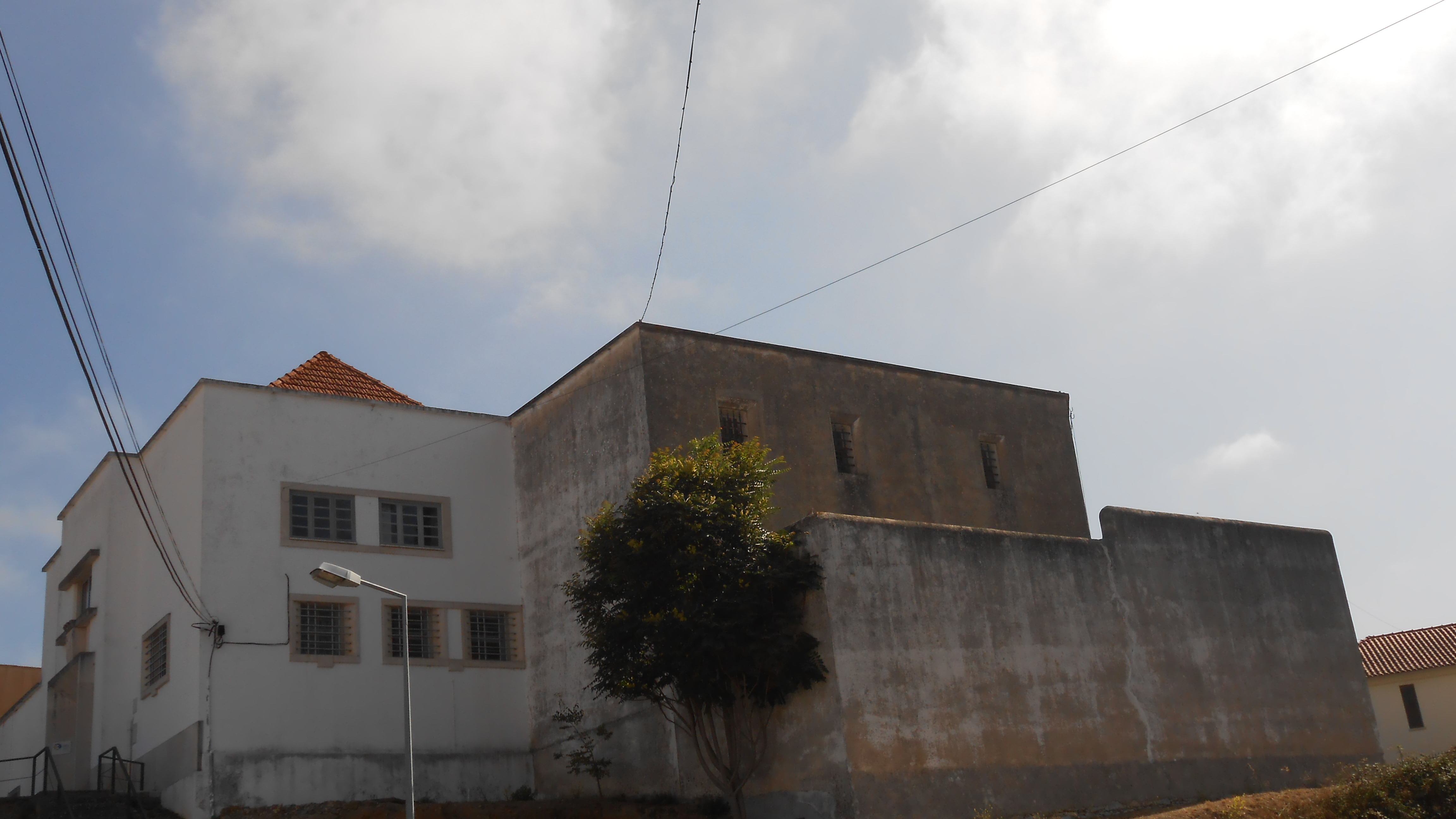
A Cadeia Comarcã de Soure
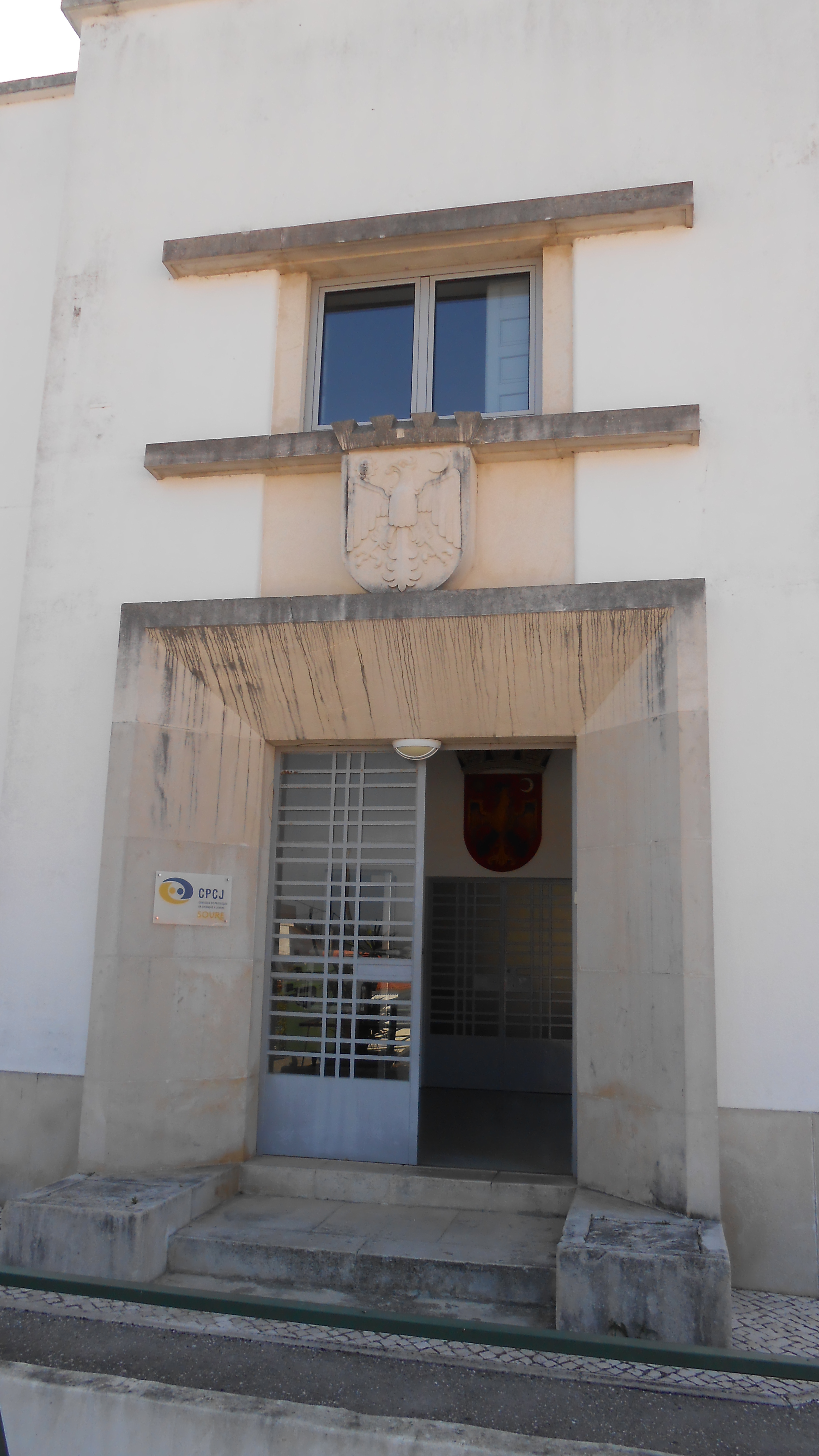
A Cadeia Comarcã de Soure

### Outras
- Pavilhão da Fundação, Pavilhão da Formação e Conquista e Pavilhão da Independência, Exposição do Mundo Português, 1940.
- Bairro de Pescadores, Ericeira.
- Edifício na Avenida Sidónio Pais, n.º 6, em coautoria com Fernando Silva, que lhe valeu o Prémio Valmor de 1943.
- Hotel Atlântico, Monte Estoril (demolido).
- Edifício do Museu Nogueira da Silva, em Braga.

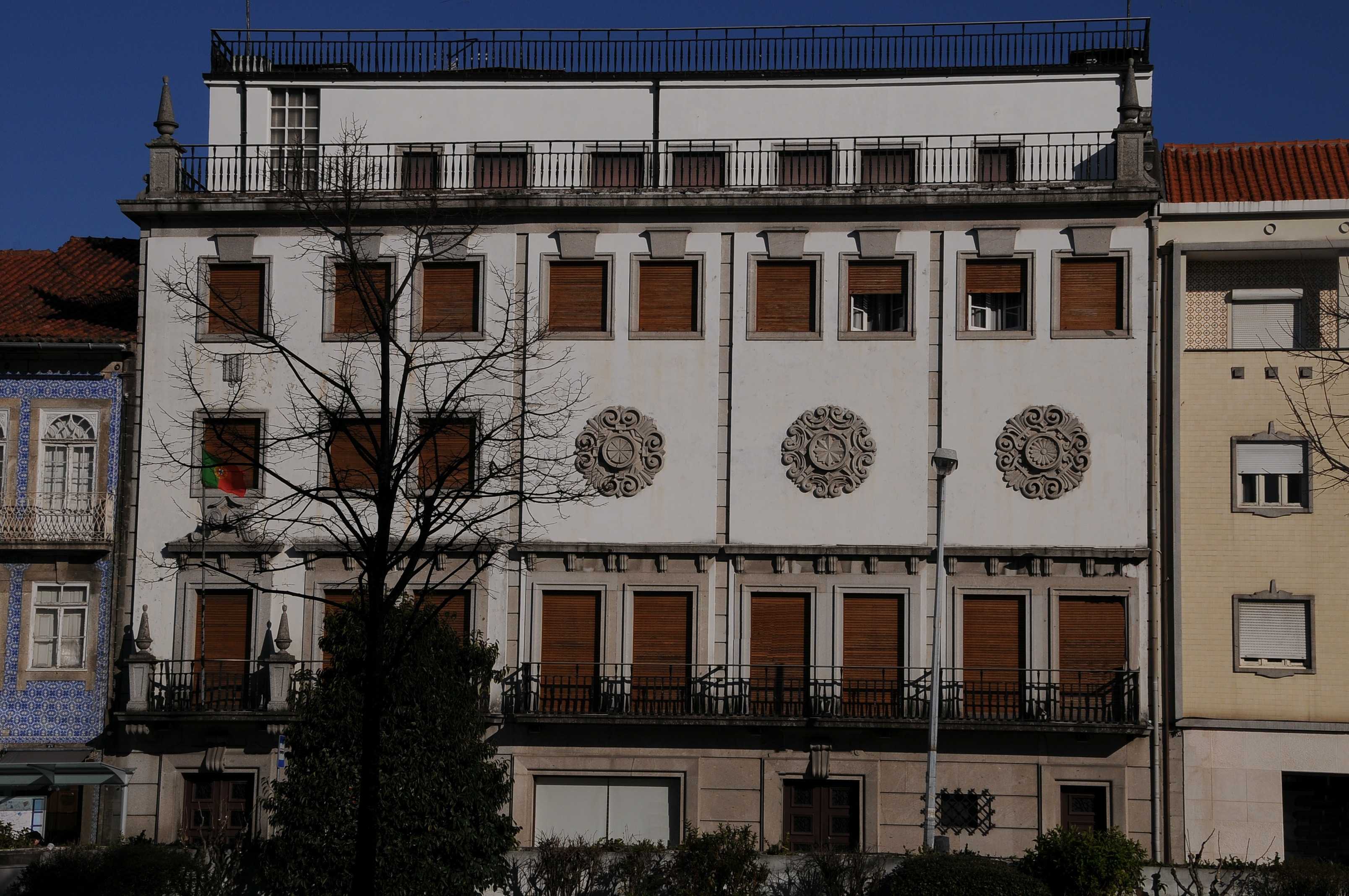
Museu Nogueira da Silva